# Tom Sizemore
Thomas Edward «Tom» Sizemore Jr. (Detroit, 29 de noviembre de 1961-Los Ángeles, 3 de marzo de 2023) fue un actor estadounidense.

## Trayectoria
Fue más conocido por sus papeles recurrentes de militar en películas del género bélico como Saving Private Ryan, Black Hawk Down, Slumber Party Slaughter, Heat, Días extraños y Pearl Harbor. También interpretó roles secundarios en True Romance, Natural Born Killers, The Relic, Devil in a Blue Dress y Wyatt Earp.
Además, en el videojuego GTA Vice City hizo la voz de Sonny Forelli.
Cabe destacar la preferencia de la directora Kathryn Bigelow por este actor, quien participó ininterrumpidamente en varias de sus películas en la década de 1990: Acero azul (1990), Point Break (1991) y Días extraños (1995), esta última junto a Ralph Fiennes y Juliette Lewis.

## Problemas legales
Sizemore desarrolló adicción a la cocaína, la heroína y la metanfetamina en la década de 1990 y emprendió, con poca fortuna, una serie de intentos de rehabilitación. A pesar de haber dejado el alcohol entre 1997 y 2002, en 2003 fue condenado por abusar físicamente de su expareja, Heidi Fleiss, hecho que Sizemore adjudicó al consumo de estupefacientes. Por ese caso, cumplió ocho meses de prisión, y en octubre de 2004 se declaró culpable de posesión de metanfetamina, aunque se le dio libertad condicional. Sin embargo, el derecho le fue derogado en 2007, por haberlo incumplido, y volvió a la cárcel unos meses. Tanto en 2009 como en 2016, dos exnovias del actor aseguraron haber sido maltratadas físicamente por este.
En el marco de los casos de abuso sexual contra Harvey Weinstein y las repercusiones que estos tuvieron en Hollywood, en noviembre de 2017 doce miembros del reparto y de la producción de la película Born Killers afirmaron que Sizemore abusó sexualmente de una actriz de once años durante la filmación, que se llevó a cabo en 2003. Concretamente, varios testigos sostuvieron que, en una escena donde la niña debía sentarse encima del actor, este le introdujo los dedos en la vagina. Inicialmente, se tomaron medidas y por meses se lo apartó del rodaje, pero retomó el trabajo cuando los padres de la afectada decidieron no presentar cargos. Aun cuando Sizemore afirmó que las acusaciones eran falsas, la implicada, cuya identidad se reveló más adelante como Kiersten Pyke, acabó por demandarlo, pero esto fue desestimado por un juez de Utah el 20 de agosto de 2020.
El 5 de enero de 2019, fue arrestado tras habérsele hallado drogas en el automóvil durante un control policial. Por ser un delito menor, Sizemore y un acompañante fueron liberados una vez que pagaron la fianza.

## Fallecimiento
El 18 de febrero de 2023, el actor sufrió un ACV producto de un aneurisma en su casa en Los Ángeles (California). Fue hospitalizado en estado crítico y mantenido en coma inducido. El ACV fue de tal perjuicio para Sizemore que los médicos lo desahuciaron y recomendaron la eutanasia asistida. Falleció el 3 de marzo de 2023, a la edad de 61 años, en el hospital Providence Saint Joseph Medical Center de Los Ángeles.

## Filmografía

### Cine
- Blue Steel (1989)
- Lock up (1989)
- Rude Awakening (1989)
- Penn & Teller Get Killed (1989)
- Nacido el 4 de julio (1989)
- Flight of the Intruder (1991)
- Guilty by Suspicion (1991)
- Point Break (1991)
- Harley Davidson and the Marlboro Man (1991)
- A Matter of Degrees (1991)
- Where Sleeping Dogs Lie (1992)
- Passenger 57 (1992)
- Love Is Like That (1992)
- Watch It (1993)
- Heart and Souls (1993)
- True Romance (1993)
- Striking Distance (1993)
- Wyatt Earp (1994)
- Asesinos natos (1994)
- El demonio vestido de azul (1995)
- Días extraños (1995)
- Heat (1995)
- The Relic (1997)
- Salvar al soldado Ryan (1998)
- Enemy of the State, de Tony Scott (1998)
- The Florentine (1999)
- The Match (1999)
- Testigo protegido (1999)
- Bringing Out the Dead (1999)
- Play It to the Bone (1999)
- Get Carter (2000) (solo voz)
- Planeta rojo  (2000)
- Breaking in Minors 2: To the Kidneys (2000)
- Pearl Harbor (2001)
- Ticker (2001)
- Black Hawk Down (2001)
- La liga de la justicia (serie animada de 2002).
- $windle (2002)
- Welcome to America (2002)
- Big Trouble (2002)
- Pauly Shore Is Dead (2003)
- El cazador de sueños (2003)
- Hustle (2004)
- Piggy Banks (2004)
- Paparazzi (2004)
- No Rules (2005)
- The Nickel Children (2005)
- Furnace (2006)
- Bottom Feeder (2006)
- Zyzzyx Road (2006)
- Ring Around the Rosie (2006)
- Shut Up and Shoot! (2006)
- Splinter (2006)
- The Genius Club (2006)
- Game of Life (2007)
- Superstorm (2007)
- White Air (2007)
- The HeadHunter (2007)
- A Broken Life (2007)
- American Son (2008)
- Red (2008)
- Flyboys (2008)
- The Last Lullaby (2008)
- Stiletto (2008)
- Toxic (2008)
- The Grind (2009)
- Commute (2009)
- Good God Bad Dog (2009)
- Super Capers (2009)
- Corrado (2009)
- Double Duty (2009)
- 21 and a Wake-Up (2009)
- Shadows in Paradise (2010)
- Cross (2010)
- Big Money Rustlas (2010)
- C.L.A.S.S (2010)
- Chlorine (2010)
- 513 (2010)
- Black Gold (2011)
- Suing the Devil (2011)
- White Knight (2011)
- Right Angle (2011)
- Morella (2011)
- Cousin Sarah (2011)
- El cartel de los sapos (2011)
- Exit Strategy  (2012)
- El bosque (2012)
- Madoff: Made Off with America (2013)
- Meth Head (2013)
- Company of Heroes (2013)
- Five Thirteen (2013)
- Laugh Killer Laugh (2015)
- 6 Maneras de morir (2015)
- Los intrusos (2015)
- If I Tell You I Have to Kill You (2015)
- Halloweed (2016)
- USS Indianapolis: Men of Courage (2016)
- Valkiria: El amanecer del cuarto Reich (2016)
- Proyecto Swap (2016)
- Crossing Point (2016)
- Wolf Mother (2016)
- Better Criminal (2016)
- Cross Wars (2017)
- Secrets of Deception (2017)
- The Immortal Wars (2017)
- A Chance in the World (2017)
- Blood Circus (2017)
- The Second Coming of Christ (2018)
- The Martyr Maker (2018)
- Black Wake (2018)
- Nazi Overlord (2018)
- Hell Girl (2019)
- The Pining (2019)
- Abstruse (2019)
- Cross 3: El ascenso de los villanos (2019)
- Megalodon Rising (2021)
- Hustle Down (2021)
- Damon's Revenge (2022)
- The Electric Man (2022)
- Impuratus (2022)
- Project Skyquake (2022)
- Bullet Train Down (2022)
- Tommyknockers (2022)
- Battle for Pandora (2022)
- Amber Road (2022)
- The Legend of Jack and Diane (2022)
- Fuga (2023)

### Televisión
- Gossip Girl (2007-2012) - Detective Mark Bass
- CSI: Miami, episodio Down to the Wire (2008)
- Crash (2008–2009)
- P Lo's House, película para TV, como él mismo (2009)
- Southland, episodio See the Woman (2009)
- Exit Strategy (2011)
- Hawaii 5.0 (2010-2012)
- Dark Haul (2014)
- Twin peaks: The return (2017) - Agente de seguros Anthony
- Shooter (2016-2018)